# Mollinedia lowtheriana
Mollinedia lowtheriana är en tvåhjärtbladig växtart som beskrevs av Janet Russell Perkins. Mollinedia lowtheriana ingår i släktet Mollinedia och familjen Monimiaceae. Inga underarter finns listade i Catalogue of Life.